# Hack 'n slash
Hack 'n slash, hack and slash eller hack and slay, på svenska även hacka och slå, är en typ av speltyp och en datorspelsgenre där strid främst utkämpad med kortdistansvapen och mot flera fiender samtidigt är vanligt förekommande. Hack and slash var från början en term som användes samman med rollspel med penna och papper. På senare tid har det blivit ett vanligt förekommande spelsätt i datorspel.

## Uppkomst
Hack and slash har sina rötter i rollspel som till exempel Dungeons & Dragons (D&D), där ordet beskriver kampanjer med mycket våld och lite handling och få andra mål. Termen i sig uppkom på 1980-talet och nämns i en artikel i Dragon (en tidskrift om D&D), skriven av Jean Wells och Kim Mohan. I artikeln finns följande påstående: "There is great potential for more than hacking and slashing in D&D or AD&D; there is the possibility of intrigue, mystery and romance involving both sexes, to benefit all characters in a campain."  Artikeln fortsätter med att berätta om en D&D-spelare som hävdar att "when she plays in tournaments, she does run into the "hack and slash" type of player, but most of them are adolescent males. These types of players not only aggravate her, but other, more mature players as well."  Som man kan se på sammanhanget i artikeln så hade termen en nedvärderande mening i början och användes för att visa hur överdrivet våld leder till ett endimensionellt rollspel och att det föredras av omogna spelare.
I andra fall används hack and slash som en neutral term för att beskriva olika typer av rollspelare och olika typer av gameplay. Hack and slash kan användas för att skilja på att slå sig fram genom fängelsehålor och rollspelande där man sätter sig in i karaktärerna och spelar för handlingens skull.

## Användning i dag
Hack and slash tog steget till datorspelen, genom spel som oftast utspelade sig i D&D-liknande världar. Denna speltyp kan numera hittas i en rad olika datorrollspel som till exempel Lineage  och Diablo  Denna form av gameplay sträcker sig också bortom datorrollspel, till beat 'em up-spel som till exempel Golden Axe och God of War.

### Exempel på datorspel inom genren
- BloodRayne
- Devil May Cry
- Diablo
- Dungeon Siege
- God of War
- Golden Axe
- Kingdom Hearts
- Lineage: Bloodpledge
- Rune
- Torchlight